# キャラクターシート (TRPG)

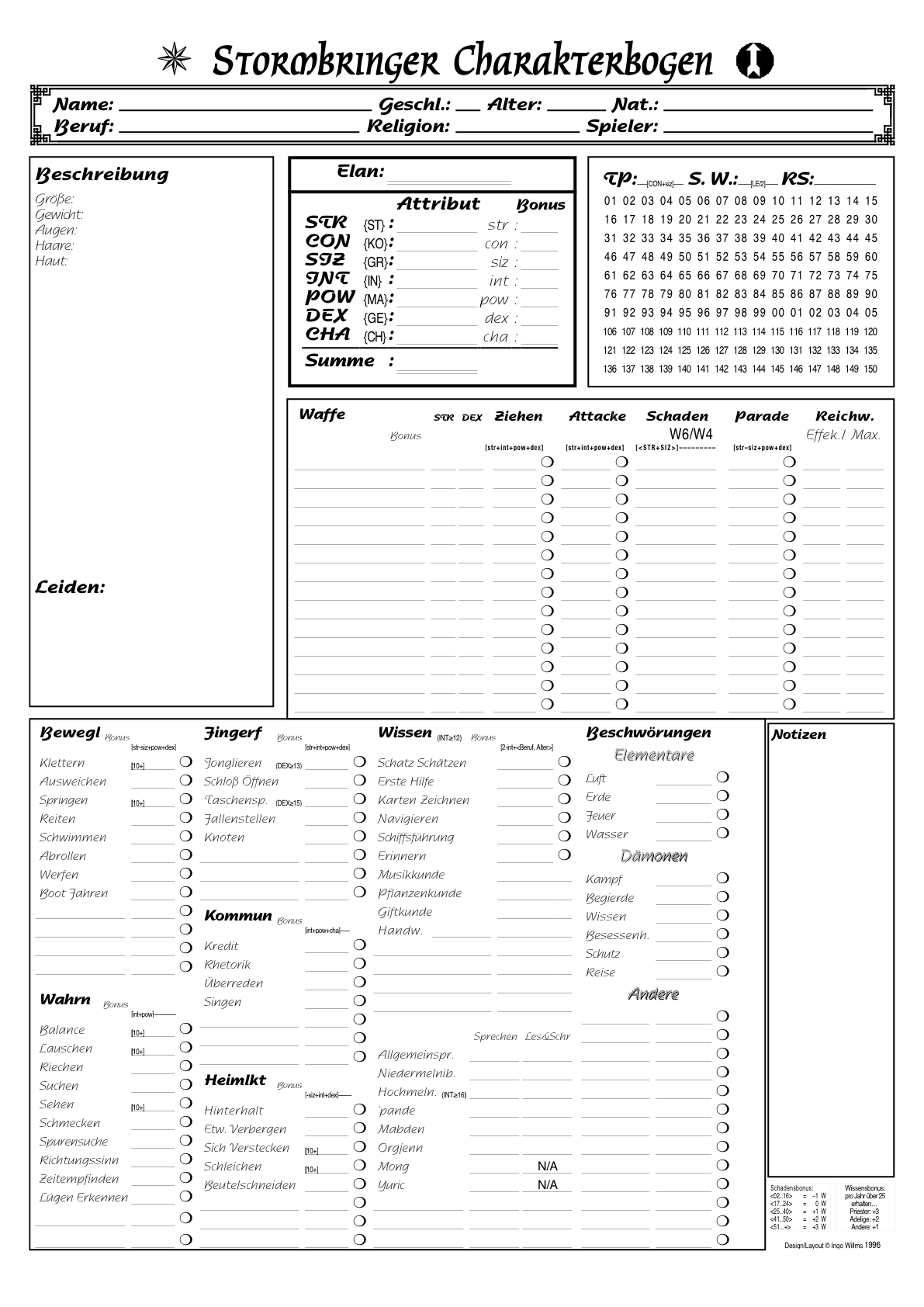
ストームブリンガーRPG用のカスタムキャラクターシート

キャラクターシート（Character Sheet）は、テーブルトークRPGにおいて、プレイヤーキャラクターの肉体的・精神的な状態を書き留めておく文書のことである。キャラクターシートはユーザーが自作するほか、ゲームタイトルごとに専用のキャラクターシートを使用する。紙を用いる場合、紙のサイズとしてはB5とA4などがある。
多くのキャラクターシートは履歴書に似た様式で作られており、キャラクターの名前、能力、ヒットポイント、経歴などを書き留める欄がある。記載項目はゲームによって異なり、プレイヤーキャラクターに複雑な能力を設定することができるルールのゲームや、記載項目が多いゲームでは、一人のキャラクターの能力を書き留めるのに複数枚のシートを必要とすることもある。
履歴書に写真貼り付け欄があるように、キャラクターシートにもキャラクターの自画像を描きこむイラスト欄が設けられているものもある。

## キャラクターシートの添付形態
書籍タイプのルールブックでは、巻末ページや裏表紙、またカバー裏などにキャラクターシートのフォーマットを印刷しておき、それをユーザーが必要に応じてコピー機などで複製することが可能になっている。文庫サイズのゲームでは、折込チラシのような形でキャラクターシートが一枚だけ添付される場合もある。インターネットが普及してからは、そのゲームの公式サイトにて、PDF形式のデータでキャラクターシートを自由にダウンロードできるサービスを行っているゲームも増えた。ユーザーはそのデータを必要なときにプリンタで印刷をすることができる。
キャラクターシートは原則的に消耗品である。一人のキャラクターにつき一枚のキャラクターシートが消費され、新しいキャラクターを作るときには新しいキャラクターシートをユーザー用意する必要がある。近年ではコンビニエンスストアなどでコピー機がどこでも安価に利用できるようになっているが、テーブルトークRPGの黎明期にはコピー機の普及度も弱かったため、直接書き込めるキャラクターシート数十枚をゲーム製品に添付しているものもあった（ルーンクエスト、ダンジョンズ&ドラゴンズ、トラベラーなど）。また、アドバンスド・ダンジョンズ&ドラゴンズやギア・アンティーク・ルネッサンスなど、キャラクターシートを商品として別売りしているゲームもある。
ガープスでは GURPS Character Assistant  というキャラクターシート自動生成ソフトウェアがスティーブ・ジャクソン・ゲームズ社から販売されている。これにより作成したキャラクターシートのPDFやHTMLへの出力が可能な他、各種サプリメントにも対応し、ガープスの複雑かつ膨大なデータが多いルールでのキャラクターの作成を容易にしている。

## キャラクターシート以外のシート
ゲームによっては、キャラクターシート以外にもいくつかの消耗品としてのシートがセッションに提供されることもある。
たとえば、メカものやロボットもののゲームなどでは、キャラクターが所有するメカのためにシートが用意されることがある。また、F.E.A.R.社製作のゲームには「レコードシート」や「セッションシート」、スティーブ・ジャクソン・ゲームズ製作のガープスには「キャンペーン計画シート」、「GM用管理シート」、「NPC記録カード」、「スケジュール表」 のように、ゲームの進行の補助やセッションの記録をとどめておくなどの用途に使用する特別なシートが存在する。